# Overdose (film 1983)
Overdose è un film del 1983 diretto da Eloy de la Iglesia.
Il film, appartenente al genere quinqui, è incentrato sulla tossicodipendenza, la delinquenza giovanile urbana e il nazionalismo basco in Spagna negli anni '80. Fu il film di maggior successo tra quelli del suo genere.
Ambientato nei Paesi Baschi in un'atmosfera fredda e buia, Overdose utilizza uno stile ruvido e neo-realistico.
Il titolo originale del film (El Pico) gioca con due dei concetti principali affrontati nel film: la droga (pico è uno slang per l'eroina) e le forze militari (pico è l'abbreviazione di picoleto, uno slang per la Guardia Civil).
Una scritta ad inizio film afferma che esso è ispirato a fatti realmente accaduti liberamente rielaborati dagli autori.

## Trama
Paco e Urko, due adolescenti che vivono a Bilbao in Spagna, diventano i migliori amici mentre frequentano la stessa accademia. I due ragazzi provengono da ambienti diversi. Paco ha due sorelle più giovani; sua madre, Eulalia, è una casalinga tradizionale; mentre suo padre, Evaristo Torrecuadrada, è un comandante della Civil Guard simpatizzante per partiti di destra. Urko, invece, vive con il padre, Martín Aramendia, un politico di sinistra affiliato ad uno dei gruppi che spingono per l'autonomia basca. All'insaputa delle loro famiglie, Paco e Urko sono tossicodipendenti. I due frequentano Betty, una giovane prostituta argentina, che li mette in contatto con 'El Cojo', uno spacciatore che vive a Barakaldo con la moglie incinta Pilar, anch'essa dipendente dall'eroina. El Cojo fornisce ai due ragazzi le droghe che si mettono subito a vendere per poter così sostenere la loro tossicodipendenza. Paco si frequenta anche con Mikel Orbea, uno scultore omosessuale, che cerca di metterlo in guardia dal pericolo di usare droghe pesanti.
Evaristo Torrecuadrada è preoccupato per sua moglie, che è colpita da carcinoma ovarico terminale. Vorrebbe che Paco seguisse la carriera militare, e come regalo per il suo diciottesimo compleanno, lo porta in un bordello. Paco, affinché possa tenersi i soldi ricevuti dal padre per la droga, fa in modo di andare a letto con Betty. Mentre torna a casa dopo essere andato ad acquistare dei medicinali per la madre, Paco salva la vita al padre da un tentativo di omicidio e diventa un eroe. Tuttavia, la vita di Paco presto sfugge al suo controllo. Il suo pesante uso di droghe lo porta a rubare gli oppioidi necessari a sua madre per alleviare il suo dolore. Messo alle strette dal padre sulla scomparsa delle medicine e sui segni insanguinati sul suo braccio, Paco confessa di essere dipendente dall'eroina. Il padre di Paco è sbalordito. I due hanno una discussione e Paco fugge dalla casa. Mikel gli offre rifugio a condizione che Paco smetta di usare droghe pesanti. Paco inizia quindi un doloroso percorso di disintossicazione.
Deciso a scoprire chi ha fornito le droghe al figlio, Torrecuadrada assegna il Tenente Alcántara al caso. Alcántara, utilizzando metodi approssimativi per ottenere informazioni, giunge ad interrogare El Cojo e sua moglie. I due, che sono stati informatori della polizia in passato, portano Alcántara a Urko, il quale racconta della dipendenza sue e di Paco dalle droghe e del traffico di droga. Nonostante le sue differenze politiche con Martín Aramendía, Torrecuadrada convoca l'uomo e lo informa di ciò che è accaduto ai loro figli. Urko dice loro che pensa che Paco possa nascondersi da Mikel.
Quando il comandante Torrecuadrada incontra finalmente Mikel, gli dice di informare Paco che sua madre sta morendo e che desidera vederlo per un'ultima volta. Paco torna così a casa per stare con sua madre nei suoi ultimi momenti. Dopo il funerale, Paco, ormai completamente libero dalle droghe, decide di restare con il padre e le due sorelle. Presto Paco cerca Urko, che si è anch'egli ripreso dalla sua dipendenza. I due amici riprendono la loro amicizia e tornano a frequentare Betty, che è ancora dipendente dall'eroina. Dopo aver fatto entrambi sesso con lei, la vedono prepararsi una siringa e, non riuscendo a resistere alla tentazione, ricominciano a fare uso di droghe. Per ottenere l'eroina che bramano, Paco e Urko fanno visita a El Cojo armati di una pistola che Paco ha rubato al padre con l'intenzione di derubarlo dei soldi e delle droghe che possiede. El Cojo oppone resistenza e nello scontro che segue Urko gli spara alla testa. Quando la moglie Pilar urla, Urko uccide anche lei.
In base ai risultati balistici della pistola e alle descrizioni di testimoni, il tenente Alcántara sospetta immediatamente che Paco e Urko siano i colpevoli dell'omicidio di El Cojo e di sua moglie. Mentre difende suo figlio, Torrecuadrada comunica i suoi sospetti ad Aramendía. Paco e Urko vanno a casa di Betty, dove Urko si inietta dell'eroina rubata e muore di overdose. All'obitorio, mentre Torrecuadrada e Aramendía discutono dicendo la verità su ciò che sanno, Paco arriva per vedere il corpo dell'amico morto. Piange e si scusa con Aramendía. Il padre di Paco lo porta in una strada deserta vicino al mare e gli chiede di dargli la pistola rubata e le droghe e getta il tutto nell'oceano. Ora non ci sono prove che possano essere usate contro Paco.

## Versione italiana
La versione italiana del film ha una durata di 90 minuti perché tutte le scene in cui i protagonisti compaiono nudi sono state tagliate. Questo ha portato al taglio della scena nella quale Paco e Urko vedendo Betty bucarsi non resistono alla tentazione e riprendono a drogarsi e così facendo al pubblico italiano appare abbastanza incomprensibile come mai da una scena all'altra i due giovani hanno ripreso a far uso di droghe.

## Sequel
Visto il grande successo ottenuto al botteghino, nel 1984 De la Iglesia ne ha diretto un sequel, El pico 2.